# Boca Isiriwe
Boca Isiriwe es una comunidad nativa del pueblo harámkbut ubicada en el distrito de Madre de Dios provincia del Manu en el departamento de Madre de Dios con resolución de reconocimiento R.D. 020-94-RI-SRAPE-DSRA-MD del 08/02/1994 y titulación de la localidad R.D. 531-97-MA-DSRA-MA-RI expedida el 06/11/1997.

## Extensión, población y lengua
Esta comunidad cuenta con una extensión de 17723.94 hectáreas y una población de 115 personas. Esta comunidad es de la lengua harakbut

## Actividades económicas
Las principales actividades económicas de esta comunidad nativa son la agricultura, la caza, la pesca y el turismo. Se destaca por el aprovechamiento sostenible de la castaña.